# Against All Odds (Take a Look at Me Now)
«Against All Odds (Take a Look at Me Now)» es una canción escrita y grabada originalmente por el cantante británico Phil Collins. Fue la canción principal de la película de 1984 Against All Odds, y fue lanzada por primera vez en la banda sonora de la misma. Es una balada, en la cual su protagonista le implora a su amante que "lo mirase en este momento" (take a look at me now), sabiendo que el camino hacia la reconciliación tiene muchos obstáculos, pero que vale la pena intentarlo.
La canción está incluida en el videojuego "Karaoke Revolution Volume 3". También puede descargarse para el juego "Karaoke Revolution Presents: American Idol Encore".

## Grabación
Originalmente titulada "How Can You Just Sit There?", la canción fue inicialmente realizada en las sesiones de grabación del álbum solista de Collins Face Value (1981), y fue una de las que compuso para su primera esposa, quien lo abandonó. Phil Collins lanzó la canción de la banda sonora de la película Against All Odds, y fue producida por Arif Mardin. Según Collins en una entrevista de 1985 con Dan Neer, "Grabamos la canción en dos días: un día en Nueva York, el otro en Los Ángeles. Las mezclas fueron hechas por teléfono y la canción fue número 1. No lo podía creer". Alcanzó el segundo puesto en el ranking británico luego de su lanzamiento como sencillo en 1984, convirtiéndose en la tercera canción de Collins en alcanzar los primeros diez puestos en dicho ranking, y llegó al primer puesto en el Billboard Hot 100 de Estados Unidos, en donde se mantuvo por tres semanas, del 15 de abril al 5 de mayo de 1984. Reemplazó a "Footloose" de Kenny Loggins, y fue reemplazado por la canción de Lionel Richie "Hello". Es la primera de las seis canciones escritas por Collins específicamente para aparecer en una banda sonora de una película en aparecer en el Hot 100. 
"Against All Odds" ganó el premio Grammy por Premio Grammy a la Mejor Interpretación Vocal Pop Masculina en 1985, y recibió también una nominación a los premios Óscar por Mejor Canción. Collins fue el único nominado en la categoría en no haber sido invitado a interpretar su canción en el escenario, por lo que permaneció en la audiencia mientras Ann Reinking la cantó. Su reacción notablemente negativa mostrada en la emisión televisiva es considerada como uno de los momentos más difíciles en la historia de la ceremonia, y ha sido una de las referencias favoritas de Dennis Miller cuando relata la manera de reaccionar que pueden tener las personas en sus rutinas. Collins perdió contra la canción de Stevie Wonder "I Just Called to Say I Love You".
La canción fue incluida por primera vez en un álbum de Collins en la compilación de 1998 Hits, y también apareció en su compilación Love Songs: A Compilation... Old and New (2004).
El video musical, dirigido por Taylor Hackford, y producido por Jeffrey Abelson, fue uno de los primeros ejemplos de una aproximación muy conceptual de crear películas o videos musicales híbridos, cuyo pionero fue el productor Abelson. Repitiendo la temática del triángulo amoroso de la película, Collins es visto cantando frente a una pared de agua de lluvia que pasa a ser roja, azul, y verde; cada color representa a uno de los tres protagonistas de la película. La escena final revela que Collins está parado en el medio de un triángulo lleno de agua formado por tubos de luces de neón en los mismos tres colores, completando el concepto virtual de que los tres personajes principales están superpuestos alrededor de los tres lados del triángulo de neón. El concepto del video fue creado por Keith Williams, un escritor galés que ya había trabajado con Abelson en el video de "Dancin' With Myself" (Billy Idol) y que más tarde crearía las ideas para and "Holding Out for a Hero" (Bonnie Tyler) y "Ghostbusters" (Ray Parker, Jr.) para el mismo productor, al igual que "Say You Say Me" (Lionel Richie) de "White Nights", la cual también dirigió Taylor Hackford.
Como fue video #1 en MTV por varias semanas, la cadena lo ubicó en el cuarto lugar en su ranking de los mejores 20 videos números uno de 1984.

## Rankings
| Ranking (1984)                      | Máxima posición |
| ----------------------------------- | --------------- |
| UK Singles Chart                    | 2               |
| Billboard Hot 100 de Estados Unidos | 1               |
| Billboard Mainstream Rock Tracks    | 1               |
| Billboard Adult Contemporary        | 3               |

## Versiones

### Versión de Mariah Carey & Westlife
La cantante americana de pop y R&B Mariah Carey coprodujo su versión de la canción con Jimmy Jam y Terry Lewis para su séptimo álbum de estudio, Rainbow. 
Más tarde fue regrabada en un dueto entre Carey y la banda irlandesa Westlife, versión que se incluyó en el segundo álbum de Westlife, Coast to Coast. 
La canción fue lanzada como el quinto y último sencillo de Rainbow y el primero de Coast to Coast en 2000. Carey coprodujo la edición de la canción con Steve Mac.
Aunque Against All Odds fue promocionada como parte del álbum de Carey Rainbow en Estados Unidos, no fue lanzada como sencillo comercial o de radio en ese país. Inicialmente, apareció en el mercado a principios de 2000, y el dueto con Westlife fue lanzado en septiembre del mismo año. 
Carey no volvió a grabar su voz para el dueto, y la parte instrumental fue reproducida con un sonido más suave, agregando a la música tradicional el violín. El sencillo tuvo más éxito que el original en el Reino Unido, ya que alcanzó el primer puesto de la lista, dándole a Westlife su sexto número 1 consecutivo en los rankings ingleses y convirtiéndola en la primera banda que logra este suceso. También fue para Carey su segundo sencillo en alcanzar el primer puesto en Reino Unido, y el sexto en Brasil. También fue número 1 en Irlanda y Escocia; y alcanzó el top 10 en Suecia, Noruega y Argentina. 
Las versiones Remix de esta canción, realizadas por Pound Boys, no incluyen la parte vocal de Westlife. Los Pound Boys atrajeron la atención de Carey y su discográfica por primera vez luego de completar la mezcla de su canción "Petals", un sencillo de Rainbow.

#### Versiones

##### CD1
1. «Against All Odds» (Mariah & Westlife)
2. «Against All Odds» (Mix de Pounds Boys)
3. «Against All Odds» (sin la versión de Westlife)

##### CD2
1. «Against All Odds» (Mariah & Westlife)
2. «Against All Odds» (versión sin Mariah Carey)
3. «Against All Odds» (Pound Boys)
4. «Against All Odds» (CD-ROM Video)

#### Video musical
Hay más de un video musical para el sencillo. El video de la versión de Carey de la canción, dirigido por Paul Misbehoven, consiste en un montaje de escena de Carey cantando la canción en su gira del CD Rainbow, terminando con una selección de su especial Homecoming. Una versión más popular del video muestra a Carey y a Westlife grabando la canción y explorando la isla de Capri en un bote. 

#### Ubicación en los rankings
| Ranking               | Máxima posición |
| --------------------- | --------------- |
| Alemania              | 29              |
| Argentina             | 8               |
| Australia             | 52              |
| Brasil                | 1               |
| Canadá                | 22              |
| Escocia               | 1               |
| Francia               | 18              |
| Irlanda               | 1               |
| Italia                | 17              |
| Japón (Tokio Hot 100) | 41              |
| Noruega               | 2               |
| Países Bajos          | 20              |
| Reino Unido           | 1               |
| Suecia                | 3               |
| Suiza                 | 20              |

### Versión de The Postal Service
La banda americana de música alternativa The Postal Service grabó "Against All Odds" para la banda sonora de la película de 2004 Wicker Park. El cóver fue más tarde reconocido como uno de los mejores de todos los tiempos por el New York Post.

#### Video musical
El video musical, emitido por MTV, contiene escenas de la película y obstáculos desapareciendo en una habitación.

### Otras versiones
- La cantante galesa Bonnie Tyler lanzó la canción como sencillo de su álbum Heart strings (2003).
- Recientemente, el rapero Cuban Link incluyó la versión original en la canción "Take a Look at Me Now" como tributo a su amigo rapero fallecido Big Pun.
- Montell Jordan grabó "Against All Odds" para su álbum de 1999 Get It On...Tonight.
- Deja Vu y Tasmin grabaron "Against All Odds" en 2001, la cual apareció en Dancemania X8 y en el videojuego de baile Dance Dance Revolution 5thMix. Más tarde apareció en la versión norteamericana, Dance Dance Revolution Extreme 2.
- En 2004, Steve Brookstein ganó la competencia de talentos de la serie televisiva británica The X Factor, y grabó una versión de "Against All Odds" como sencillo debut. Alcanzó el primer puesto en el UK Singles Chart, manteniéndose durante una semana, desde el 2 hasta el 8 de enero de 2005. Reemplazó a "Do They Know It's Christmas?" de Band Aid 20, y fue reemplazada por "Jailhouse Rock". Más tarde se incluyó en el primer álbum de Brookstein, Heart & Soul.
- En 2005, la banda de rock anglo-japonesa Beat Crusaders grabó "Against All Odds" como parte de su álbum Musicrusaders.
- Otra versión dance fue grabada en 2006 por Karen Parry.
- Las cantantes coreanas de R&B Wheesung y Lena Park hicieron un cover de "Against All Odds" para un comercial de 2006 de televisión de Hyundai, y su versión fue más tarde lanzada como sencillo en la Internet.
- El grupo de pop clásico The Three Graces grabó la canción en italiano bajo el título "Impossible" en su álbum de 2008 llamado The Tree Graces.
- La cantante pop americana Lutricia McNeal grabó la canción para su lanzamiento en Japón de su álbum "Soulsister Ambassador" - "Rise".
- La cantante británica Jessie J grabó una versión no oficial a los 15 años.Jessie J - Against All Odds
- En la serie Glee El personaje de Blaine Anderson (Darren Criss) canta esta canción en el capítulo "Guilty Pleasures" el 17 de la Temporada 4.

### Otras versiones en vivo
En 2005, los competidores de Canadian Idol Rex Goudie y Melissa O'Neil interpretaron la canción como su último dueto juntos en la final de la tercera temporada del programa. La canción ha sido interpretada seis veces en American Idol, por Katharine McPhee, Corey Clark, George Huff, Jessica Sierra, Scott Savol, y Ramiele Malubay.
El 4 de agosto de 2005 fue interpretada en la gala 5 de Operación Triunfo 2005 en España por los concursantes Mónica Gallardo y Dani Sanz.
Durante su gira de 2006, la banda neoyorquina We Are Scientists abrió sus conciertos con una versión de "Against All Odds".